# منگوال (افغانستان)
منگوال (به لاتین: Mangwal) یک منطقهٔ مسکونی در افغانستان است که در ولسوالی خاص‌کنر واقع شده‌است. منگوال ۷۴۲ متر بالاتر از سطح دریا واقع شده‌است.